# Xallimahhe
Xallimahhe o Xalim-ahum (Šalim-ahum) va ser rei d'Assur (Assíria), successor (i probablement fill) de Puzur-Ashur, cap a l'any 1940 aC, segons la Llista dels reis d'Assíria.
Del seu nom en queda constància en una inscripció en un bloc d'alabastre on es llegeix que "el déu Asshur li va demanar que li construís un temple", i que va fer construir tines de cervesa a la vora del temple nou. Cap a l'any 1920 aC o potser una mica abans, el va succeir Iluixuma, que segurament era el seu fill.